# Walter Veltroni

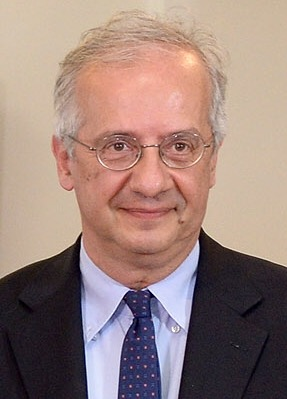
Walter Veltroni (2015)

Walter Veltroni (* 3. Juli 1955 in Rom) ist ein italienischer Politiker und Journalist. Von 2001 bis 2008 war er Bürgermeister von Rom. Von Oktober 2007 bis Februar 2009 war er Vorsitzender der größten Mitte-links-Partei Italiens, der Partito Democratico (PD), und bei den Parlamentswahlen in Italien 2008 deren Spitzenkandidat.

## Familie
Walter Veltroni ist der Sohn von Vittorio Veltroni, der in den 1940er-Jahren Chefredakteur der RAI war und 1956 starb, als Walter ein Jahr alt war. Seine Mutter Ivanka Kotnik war die Tochter von Cyril Kotnik, dem Botschafter des damaligen Königreiches Jugoslawien beim Heiligen Stuhl, der nach dem Waffenstillstand 1943 (und dem Sturz Mussolinis) zahlreichen römischen Juden half, der Verfolgung durch die deutschen Besatzer zu entkommen.
Veltroni ist seit 1982 mit Flavia Prisco verheiratet, mit der er zwei Töchter hat.

## Politischer Werdegang

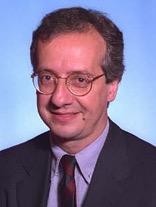
Veltroni im Jahr 1996

Veltroni besuchte das Liceo Torquato Tasso in Rom, das er aber ohne Matura verließ. 1973 schloss er eine Ausbildung am staatlichen Institut für Kino und Fernsehen „Roberto Rossellini“ ab. 
Bereits als Schüler trat er 1970 dem kommunistischen Jugendverband Federazione Giovanile Comunista Italiana (FGCI) bei, mit 21 Jahren wurde er für die Kommunistische Partei Italiens (PCI) in den Stadtrat von Rom gewählt, dem er 1976 bis 1981 angehörte. Veltroni wurde 1987 erstmals in die italienische Abgeordnetenkammer gewählt, der er fünf Legislaturperioden bis 2001 angehörte. Ab 1988 war er Mitglied des Zentralkomitees der PCI. 
Wie der Generalsekretär Achille Occhetto sprach sich Veltroni im Herbst 1989 für eine Abkehr vom Kommunismus und Umbenennung der Partei in Partito Democratico della Sinistra (PDS; Demokratische Linkspartei) aus. Von 1992 bis 1996 war er Herausgeber der Parteizeitung l’Unità. Im ersten Kabinett von Romano Prodi war Veltroni von 1996 bis 1998 stellvertretender italienischer Ministerpräsident und Kulturminister. Als Nachfolger des neuen Ministerpräsidenten Massimo D’Alema wurde Veltroni 1998 zum Parteivorsitzenden (segretario) der aus der PDS hervorgegangenen Democratici di Sinistra (DS; Linksdemokraten) gewählt. Von 1999 bis 2004 saß er als Mitglied der sozialdemokratischen Fraktion im Europäischen Parlament. 
Als Kandidat des Mitte-links-Bündnisses L’Unità wurde er im Mai 2001 zum Bürgermeister der Hauptstadt Rom gewählt, er gewann die Stichwahl gegen Antonio Tajani (Forza Italia) mit 52,2 Prozent der Stimmen. Nach fünf Jahren im Amt wurde Veltroni 2006 mit über 61,4 Prozent der Stimmen im ersten Wahlgang bestätigt. 2007 setzte er sich in dieser Funktion für neue Untersuchungen im Mordfall Pasolini ein. Am 13. Februar 2008 trat er von dem Bürgermeisteramt zurück.

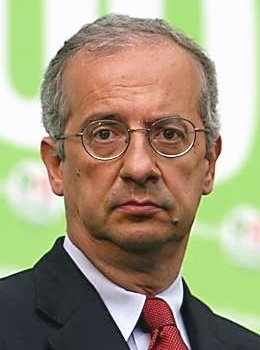
Veltroni auf einer Parteiversammlung der PD (2008)

Als Mitbegründer der Mitte-links-Sammelpartei Partito Democratico wurde er am 14. Oktober 2007 in einer für alle Parteianhänger offenen Urwahl (elezioni primarie) mit 75,7 Prozent (2,69 Millionen Stimmen) zu deren Vorsitzenden (segretario) gewählt. Bei den Parlamentswahlen am 13. und 14. April 2008 trat Veltroni als Spitzenkandidat des Mitte-links-Bündnisses aus PD und Italia dei Valori an. Dieses verlor die Wahl jedoch deutlich gegen Silvio Berlusconis Mitte-rechts-Allianz. Veltroni selbst wurde aber erneut in die Abgeordnetenkammer gewählt.
Im Oktober 2007 kam es zu einem Angriff auf eine Italienerin durch einen rumänischen Rom. Zwei Tage nach dem Überfall, bei dem das Opfer auch vergewaltigt worden ist, erlag die Frau im Koma ihren Verletzungen. Veltroni reagierte, indem er den rumänischen Ministerpräsidenten telefonisch kritisierte. Im Anschluss rief er den italienischen Innenminister Giuliano Amato an. Infolgedessen kam es zur Einberufung einer Sondersitzung und dem Ausruf eines Notstands. Folglich wurde die Gesetzeslage angepasst, um nicht nur kriminelle EU-Bürger ausweisen zu können, sondern auch solche, die eine "Gefahr für die öffentliche Sicherheit" darstellen würden. Der Vollzug begann unverzüglich. Die Polizei und Carabinieri führten vermehrt Razzien, sogar unter Nutzung von Hubschraubern, in Roma-Lagern durch.
Einen Tag nach der Vereidigung der Regierung Berlusconi, am 9. Mai 2008, präsentierte Walter Veltroni sein Schattenkabinett. Am 24. Februar 2009 wurde es wieder aufgelöst. Nach einer Niederlage seiner Partei bei den Regionalwahlen am 15. und 16. Februar 2009 in der bisher von der Mitte-links-Koalition regierten Region Sardinien erklärte Veltroni seinen Rücktritt als Parteivorsitzender. In der Legislaturperiode bis 2013 gehörte er dem Ausschuss für auswärtige Angelegenheiten und dem Mafia-Untersuchungsausschuss der Abgeordnetenkammer an.

## Autor
2010 erschien sein erster Roman unter dem Titel Die Entdeckung des Sonnenaufgangs auf Deutsch.

## Auszeichnungen
- 2002: Großes Silbernes Ehrenzeichen am Bande für Verdienste um die Republik Österreich[8]
- 2005: Großoffizier des Ordens des Infanten Dom Henrique
- Norwegischer Verdienstorden
- Offizier der Ehrenlegion

## Bibliografie
- Il PCI e la questione giovanile (1977)
- A dieci anni dal ’68. Intervista con Achille Occhetto (1978)
- Il sogno degli anni sessanta (1981)
- Il calcio è una scienza da amare (1982)
- Io e Berlusconi (e la Rai) (1990)
- I programmi che hanno cambiato l’Italia (1992)
- Il sogno spezzato. Le idee di Robert Kennedy (1992)
- La sfida interrotta. Le idee di Enrico Berlinguer (1992)
- Certi piccoli amori (1994)
- La bella politica (1995)
- Certi piccoli amori 2 (1997)
- Governare da sinistra (1997)
- I care (2000)
- Forse Dio è malato. Diario di un viaggio africano (2000)
- Il disco del mondo. Vita breve di Luca Flores, musicista (2003)
- Senza Patricio (2004)
- La scoperta dell'alba (Roman, 2006)
- Che cos'è la politica? (2007)
- La nuova stagione. Contro tutti i conservatorismi (2007)